# ヒュー・クリフォード (第2代クリフォード男爵)
第2代クリフォード・オブ・チャッドリー男爵ヒュー・クリフォード（英語: Hugh Clifford, 2nd Baron Clifford of Chudleigh、1663年12月21日（洗礼日） – 1730年10月12日）は、イギリスの貴族。
初代チャッドリーのクリフォード男爵トマス・クリフォードとエリザベス・マーティンの息子として生まれ、1663年12月21日に洗礼を受けた。1673年10月17日に父が死去すると爵位を継承した。
1685年またはそれ以前にアン・プレストン（Anne Preston、1734年7月5日没、トマス・プレストンの娘）と結婚した。
- トマス（1687年 – 1719年2月21日） - 1713年12月22日、第3代ニューバーグ女伯爵シャーロット・マリア・リヴィングストンと結婚、2女をもうけた
  - アン（1793年4月20日没） - 2度結婚しており、1度目の結婚で1女をもうけた
  - フランシス（1771年没） - 生涯未婚
- ヒュー（1700年 – 1732年）
- エリザベス（1721年4月25日没） - 第4代ダンバー子爵ウィリアム・コンスタブル（1718年8月15日没）と結婚、1720年11月17日に第9代エムリーのフェアファクス子爵チャールズ・フェアファクスと再婚
- アン - ジョージ・カリー（George Cary）と結婚
- エイミー - カスバート・タンストール（Cuthbert Tunstall）と結婚

1730年10月12日にアッグブルックで死去、息子ヒューが爵位を継承した。